# Сојево
Сојево (алб. Sojevë) је насељено место у општини Урошевац, на Косову и Метохији. Према попису становништва из 2011. у насељу је живело 1.530 становника.

## Становништво
Према попису из 2011. године, Сојево има следећи етнички састав становништва:
| Националност | 2011.          |
| Албанци      | 1.528 (99,86%) |
| Бошњаци      | 1 (0,07%)      |
| недоступно   | 1 (0,07%)      |
| Укупно       | 1.530          |

| Демографија | Демографија | Демографија |
| Година      | Становника  | Становника  |
| ----------- | ----------- | ----------- |
| 1948.       | 519         |             |
| 1953.       | 587         |             |
| 1961.       | 726         |             |
| 1971.       | 906         |             |
| 1981.       | 1.155       |             |
| 1991.       | 1.384       |             |
| 2011.       | 1.530       |             |